# Dürrenberg (Jöhstadt)
Dürrenberg ist ein Gemeindeteil der Stadt Jöhstadt im Erzgebirgskreis (Freistaat Sachsen). Er besitzt keinen offiziellen Ortsteilstatus.

## Geografie

### Lage

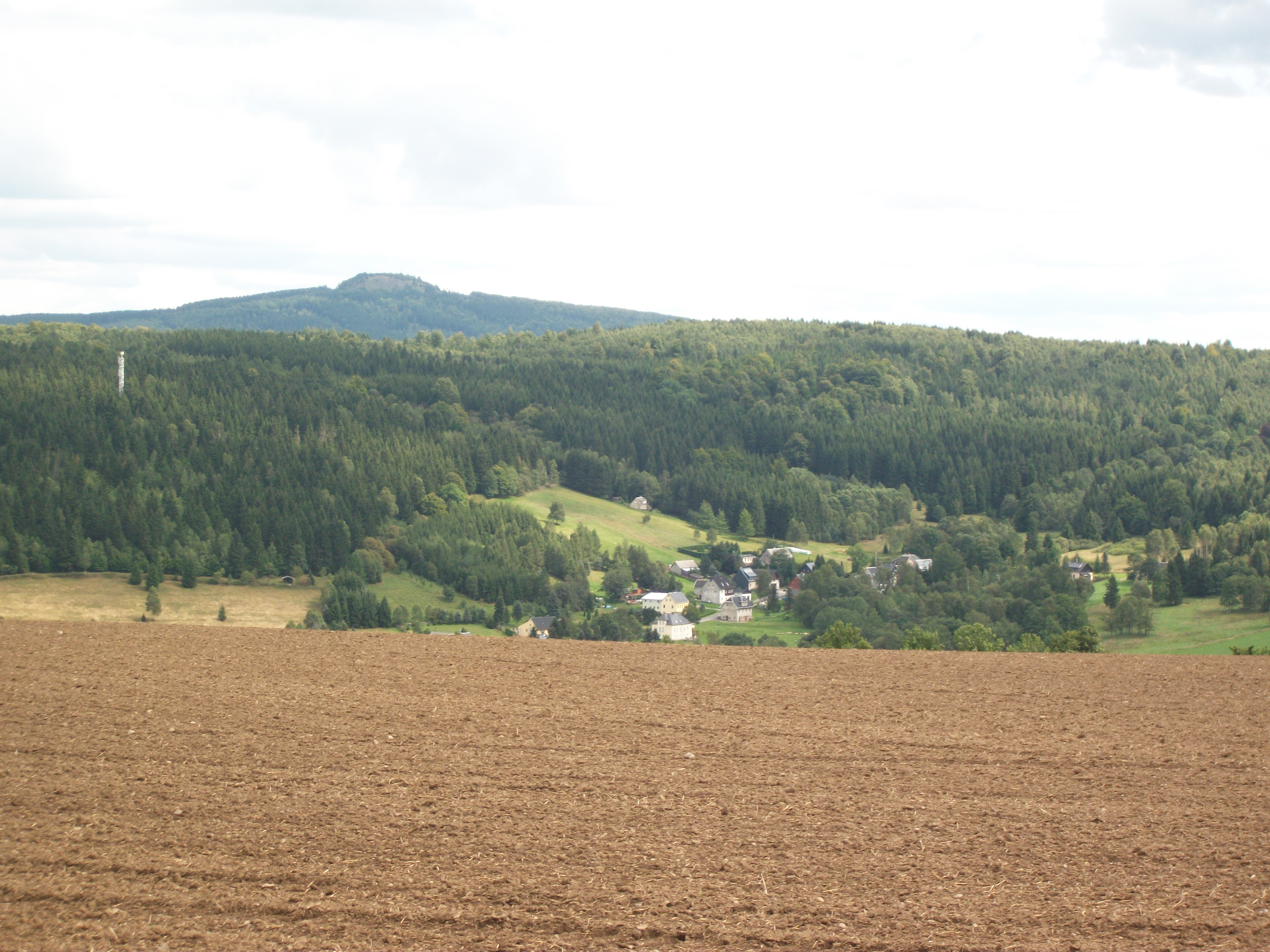
Dürrenberg mit Jelení hora (Haßberg)

Dürrenberg liegt am Kamm des Mittleren Erzgebirges und schließt sich am gegenüber liegenden Hang direkt südlich an das Stadtgebiet von Jöhstadt an. Der Ort liegt zwischen dem Jöhstädter Bahnhof am Jöhstädter Schwarzwasser im Norden und der Staatsgrenze zur Tschechischen Republik im Süden.

### Nachbarorte
|                                | Jöhstadt                                         | Schlössel                          |
|                                | Kompassrose, die auf Nachbargemeinden zeigt      |                                    |
| Černý Potok (Pleil-Sorgenthal) | Wüstung Hájovna (Hegerhaus), zu Kryštofovy Hamry | Kryštofovy Hamry (Christophhammer) |

## Geschichte

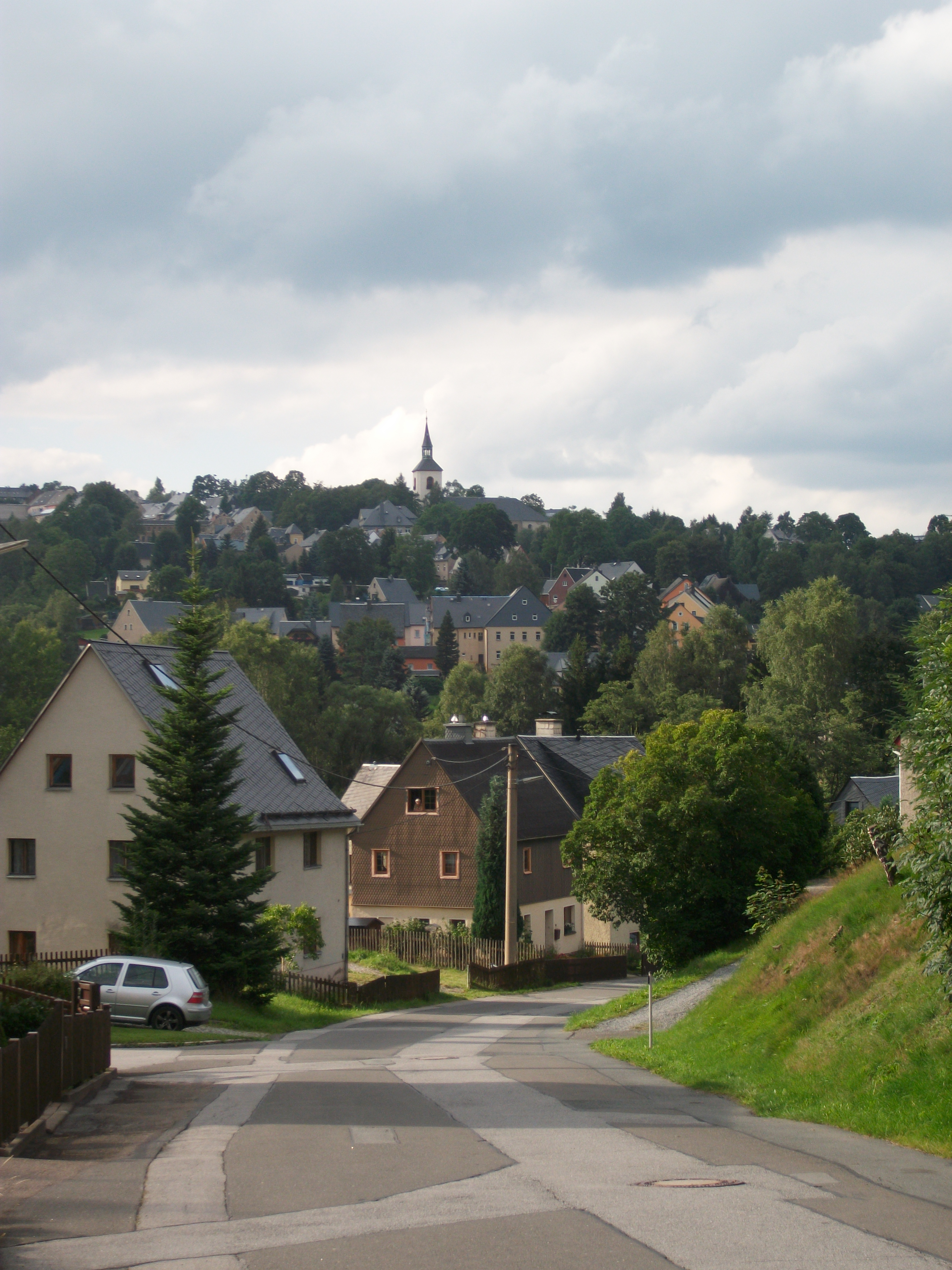
Dürrenberg, Blick nach Jöhstadt

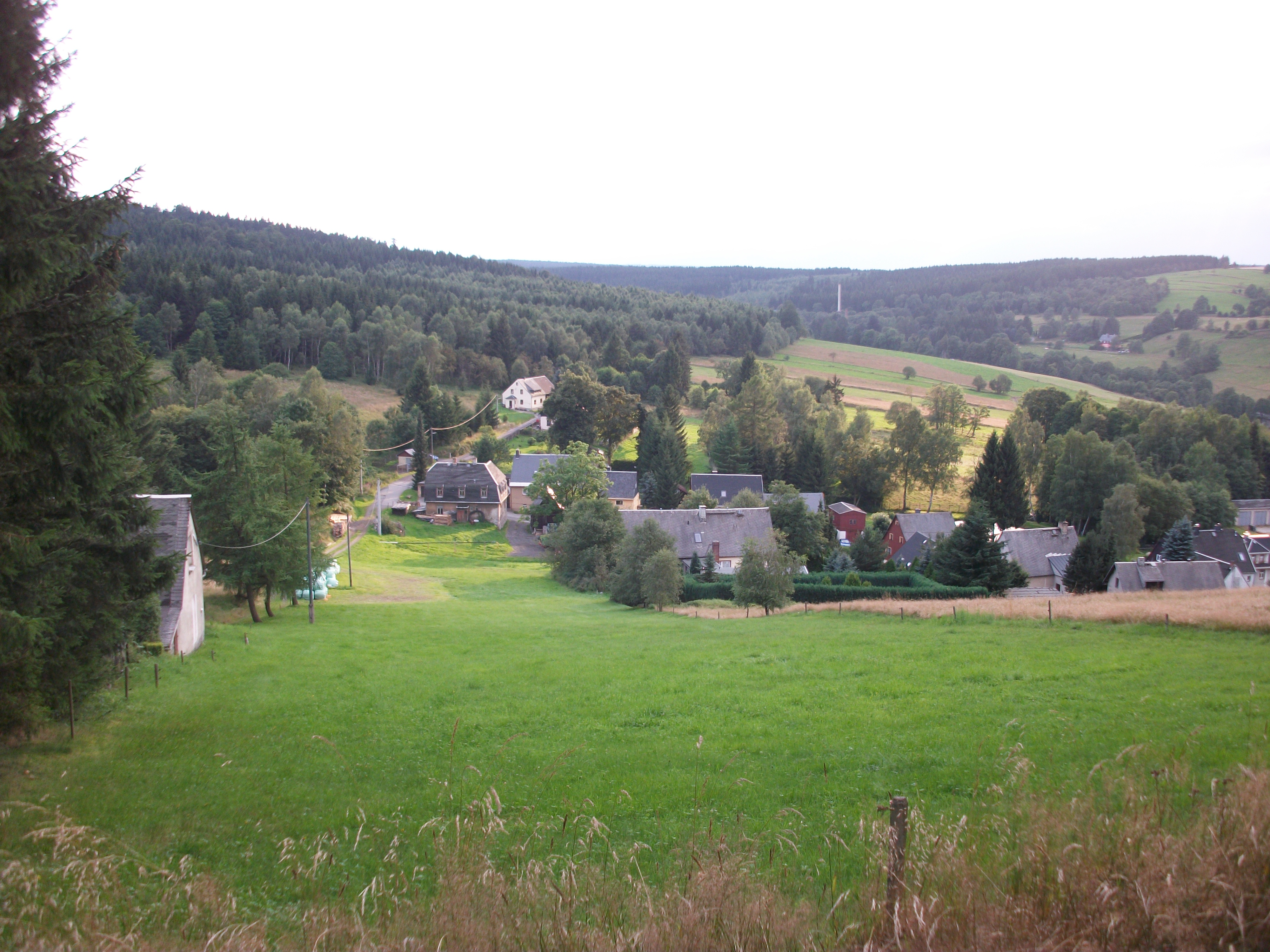
Dürrenberg, oberer Ortsteil an der Staatsgrenze mit Kammweg

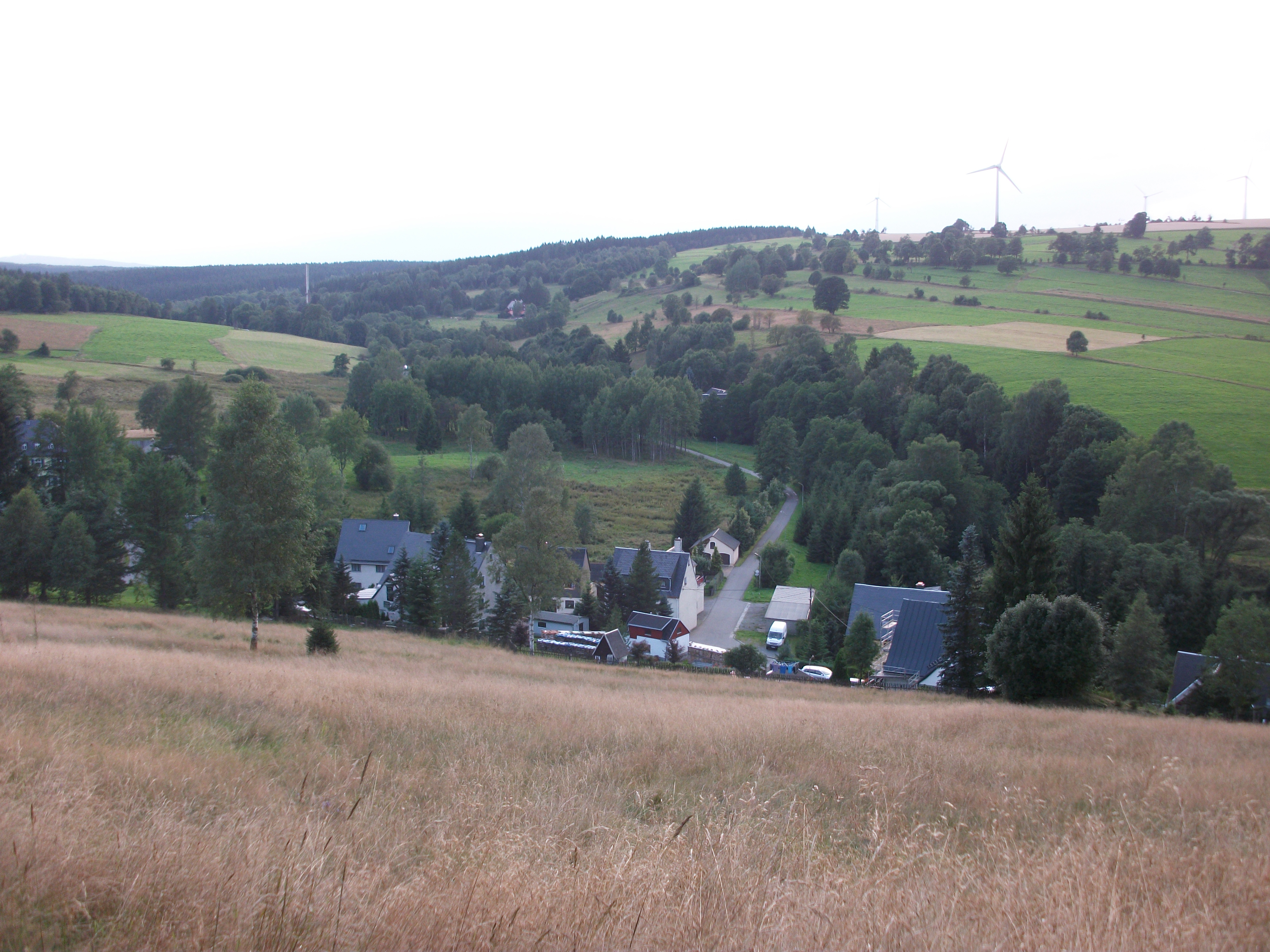
Dürrenberg, Talweg

Südlich der Bergstadt Jöhstadt, die im Jahr 1513 auf der Flur des schon 1386 erwähnten Waldhufendorfes Goswinsdorf gegründet wurde, entstand im 17. Jahrhundert am Hang zwischen Jöhstädter Schwarzwasser und der Landesgrenze zum Königreich Böhmen die Siedlung „Dürrenberg“. Sie wurde durch Einwanderung protestantischer Glaubensflüchtlinge aus Böhmen, sogenannten Exulanten, besiedelt.
Für die Herkunft des Ortsnamens „Dürrenberg“ gibt es zwei verschiedene Deutungen. Die erste Deutung beruht auf der Annahme, dass die eingewanderten Exulanten, die wegen der in Böhmen einsetzenden Gegenreformation über die Grenze nach Sachsen kamen, in der Zeit zwischen 1623 und 1651 ihren neuen Siedlungsort in der wüsten und unfruchtbaren Gegend als „dürren Berg“ bezeichneten. Die zweite, weniger stichhaltige Deutung führt den Namen von den aus den Türkenkriegen in Ungarn zurückkehrenden kursächsischen Truppen her. Diese hätten bei ihrer Rückkehr im Jahr 1531 eine große Anzahl an Türken mitgebracht, die vor Jöhstadt am gegenüber liegenden Berg lagerten.
Dürrenberg gehörte politisch immer zu Jöhstadt und lag somit wie dieses bis 1856 im kursächsischen bzw. königlich-sächsischen Amt Wolkenstein. Ab 1856 gehörte der Ort zum Gerichtsamt Jöhstadt und ab 1875 zur Amtshauptmannschaft Annaberg. Im 19. Jahrhundert hatte Dürrenberg 20 Häuser. Gegenüber auf böhmischer Seite lag die zu Christophhammer gehörige Siedlung Hegerhaus mit der gleichnamigen Gastwirtschaft. Sie trägt heute den Namen Hájovna und ist nicht mehr bewohnt.
Im 19. Jahrhundert erlebte auch Dürrenberg einen industriellen Aufschwung. In der Ortsmitte entstand die F. A. Angersche Fabrik. Diese war im Jahre 1850 in dem Hause Brand-Kat.-Nr. 97 am Dürrenberg von Friedrich August und Friedrich Hermann Anger gegründet worden. Bis 1880 war diese Fabrik als sogenannte „Lohmühle“ bekannt (Brand-Kat.-Nr. 111 am Dürrenberg). Neben einer Fabrik für Holzbearbeitung entstand östlich von Dürrenberg die Fladersche Fabrik für den Bau von Feuerlöschgeräten. Sie hatte zwischen 1870 und 1907 eine Zweigfabrik im benachbarten böhmischen Nachbarort Pleil-Sorgenthal für den Export an die österreichisch-ungarische Monarchie. Die Fladersche Fabrik ist heute unter dem Namen PF Pumpen und Feuerlöschtechnik GmbH bekannt.
Am 1. Juni 1892 erhielt Dürrenberg mit der Schmalspurbahn Wolkenstein–Jöhstadt Eisenbahnanschluss. Direkt an der unteren Ortsgrenze zu Jöhstadt entstand der Bahnhof Jöhstadt. Die Fladersche Fabrik und die Angersche Möbelfabrik im Ortsteil Dürrenberg erhielten einen Gleisanschluss. 1964 wurde der Streckenabschnitt zwischen Bahnhof und Ladestelle Jöhstadt außer Betrieb genommen und anschließend bis 1967 abgebaut. Im Bahnhof Jöhstadt endete der Schienenverkehr am 13. Januar 1984, nachdem die zuständige Bahnmeisterei die Verantwortung für einen Weiterbetrieb auf den maroden Gleisen nicht mehr übernehmen wollte. Zwischen 1992 und 2000 wurde der Streckenabschnitt Jöhstadt–Steinbach als Museumsbahn unter dem Namen „Preßnitztalbahn“ reaktiviert. Anfang der 1990er Jahre diente dazu auch ein Haus in Dürrenberg als Vereinsdomizil.
Politisch gehörte Dürrenberg als Teil der Stadt Jöhstadt durch die zweite Kreisreform in der DDR seit dem Jahr 1952 zum Kreis Annaberg im Bezirk Chemnitz (1953 in Bezirk Karl-Marx-Stadt umbenannt), der ab 1990 als sächsischer Landkreis Annaberg fortgeführt wurde und 2008 im Erzgebirgskreis aufging. Während die Fabrik für Feuerlöschgeräte bis in die Gegenwart produziert, wurde die stillgelegte Möbelfabrik im Jahr 2009/2010 abgerissen.

## Sehenswürdigkeiten
- Bahnhof Jöhstadt der Preßnitztalbahn am unteren Ortsende[12]
- Kammweg Erzgebirge–Vogtland am oberen Ortsende, direkt an der deutsch-tschechischen Grenze[13][14]